# Llama Olímpica (escultura)

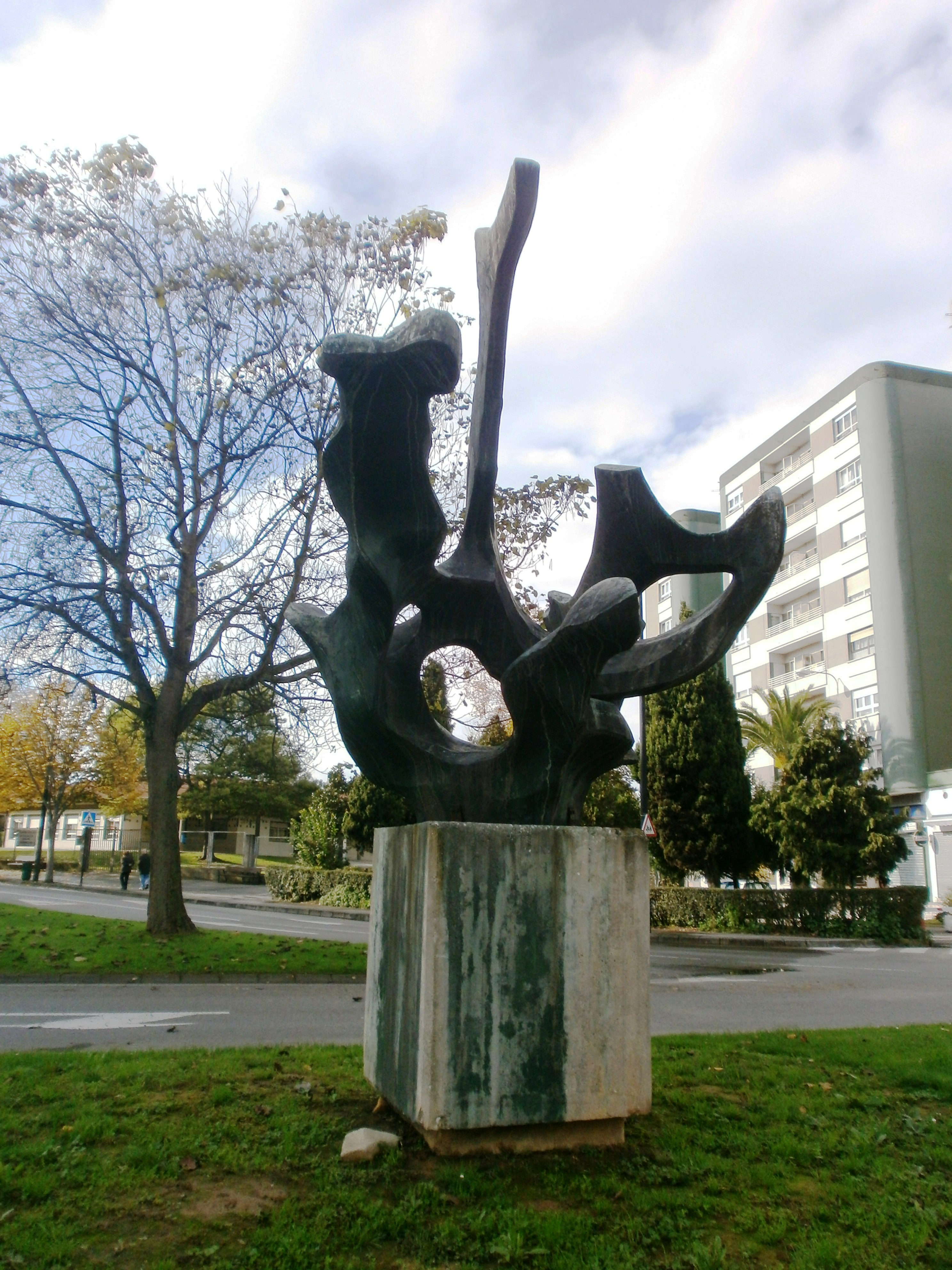
Vista de la escultura

La escultura urbana conocida por el nombre Llama Olímpica, ubicada en frente al Palacio de los Deportes, barrio de Ventanielles, en la ciudad de Oviedo, Principado de Asturias, España, es una de las más de un centenar que adornan las calles de la mencionada ciudad española.
El paisaje urbano de esta ciudad,  se ve adornado por  obras escultóricas, generalmente monumentos conmemorativos dedicados a personajes de especial relevancia en un primer momento, y más puramente artísticas desde finales del siglo XX.
La escultura, hecha en bronce, es obra de César Montaña, y está datada entre 1975 y 1977, ya que no consta la fecha de su realización o instalación, difiriendo  según los autores. De todos modos la escultura se inauguró el 22 de septiembre de 1975, según fuentes del Ayuntamiento de Oviedo.
Se trata de la primera obra calificada como abstracta que se instalaba en Oviedo ciudad. La idea empleada por el autor para crear "Llama olímpica"  es una idea anterior que utilizó y plasmó  en una escultura titulada "garabato de fuego", que presentaba un pequeño formato y de la que se realizaron 7 ejemplares, los cuales según los datos acabaron  todos en manos privadas. Podría describirse como “una ondulante pieza de bronce que partiendo de un pedestal de hormigón se divide en sucesivas manos que semejan llamas de fuego al viento”.